# Claude Blanchard (commissaire)
Pour les articles homonymes, voir Claude Blanchard et Blanchard.
Claude Blanchard (né le 16 mai 1742 à Angers et mort le 11 mai 1803 aux Invalides à Paris) était aide-major général de l'armée de Rochambeau, promu en novembre 1781 au grade de major-général. 

## Biographie
Il fit la campagne de la Guerre d'indépendance des États-Unis avec l'armée française. Il partit le 2 mai 1780 de Brest sur le Conquérant en compagnie de Gabriel de Coriolis, son beau-frère (Blanchard avait épousé Thérèse de Coriolis, tante de Gaspard-Gustave Coriolis).
Il est député du Pas-de-Calais de 1791 à 1792, siégeant avec les modérés. Il est nommé grand-juge militaire le 1er octobre 1791, et adjoint au ministre de la guerre. Il est ensuite commissaire ordonnateur en chef de l'armée de Sambre et Meuse, puis de l'armée de l'intérieur. Il est nommé au même poste aux Invalides en 1800.

## Publications
- Journal de Claude Blanchard, commissaire principal des guerres attaché à l'expédition de Rochambeau, comprenant les campagnes de 1780-81-82 et 83[1]. Édité par son petit-fils sous le couvert de l'anonymat : Maurice-Augustin Georget La Chesnais[2].